# Amicii URSS
Amicii URSS (rumano para "[Los] Amigos de la Unión Soviética";  [aˈmit͡ʃij ˌureseˈse], ocasionalmente conocida como Prietenii URSS ( [pri-etenij ˌureseˈse]), que tiene el mismo significado) era una asociación cultural en la Rumania de entreguerras, uniendo a intelectuales de izquierda y antifascistas que abogaban por una distensión entre su país y la Unión Soviética de Iósif Stalin (en un momento en que la Gran Rumania, que incluía Besarabia y toda La Bukovina, estaba involucrada en un conflicto diplomático con los soviéticos). Creada en la primavera de 1934 por Petre Constantinescu-Iai, activista del ya prohibido Partido Comunista Rumano (PCR o PCdR), la sociedad se inspiró en el Amis de l'URSS francés y en la red mundial (dirigida por Henri Barbusse y Clara Zetkin). Alentado y financiado activamente por la Comintern (en virtud de las disposiciones de la doctrina del Frente Popular), Amicii URSS fue visto con recelo por las autoridades —nunca registrado oficialmente, finalmente fue prohibido por orden del Primer Ministro Gheorghe Tát-rescu el 25 de noviembre de 1934. Dejó de actividad después de ese punto, pero constituyó un precedente para la Sociedad Rumana para la Amistad con la Unión Soviética (ARLUS).
La agrupación incluyó a varios activistas de PCR tempranos o futuros. Aparte de Constantinescu-Iai y los cofundadores Ion Niculi e Iorgu Iordan, estos fueron: Scarlat Callimachi, N. D. Cocea, Alexandru Sahia, Stephan Roll, Mihai Beniuc, Petre Pandrea, Teo Bugdornariu y Mihai Popilian. Sus otros miembros eran simpatizantes comunistas, o personas sin puntos de vista políticos claros; entre otros, estos fueron: Mac Constantinescu, Demostene Botez, Haig Acterian, Ioan Hudiá, Zaharia Stancu, Marcel Janco, Aerban Cioculescu, F. Brunea-Fox, Sergiu Dan, Radu Cern-tescu, Octav Doicescu, Constantin Motao y Sandu Eliad.

## Creación y metas
Aunque una sección de ITP estuvo representada en reuniones internacionales de Amigos de la Unión Soviética ya en 1930, la iniciativa de crear una sucursal rumana se retrasó hasta cuatro años después, período durante el cual un llamamiento lanzado por la delegación obtuvo la aprobación en varios lugares del país. La primera reunión tuvo lugar en Chisináu, en la residencia privada de Constantinescu-Iai (1932). También se establecieron círculos locales de simpatizantes en ciudades como Iai, Cluj y la capital Bucarest. Este último fue también el hogar de otro núcleo, el hogar del escultor Mac Constantinescu (en la zona cercana a la actual Sala Palatului), donde se recibían correspondencia y afiliaciones.
Después de su creación, Amicii URSS emitió una declaración de propósito, publicitada el 28 de julio como un llamamiento y conocida como "Cétre to-i muncitorii", "ranii", "intelectualii de la ora'e' i sate" ("A todos los trabajadores, campesinos, intelectuales en las ciudades y pueblos"). Pidió una mayor conciencia de la vida soviética, y planeó organizar exposiciones, conferencias y eventos deportivos, así como editar una revista (que iba a llevar el mismo nombre que la asociación). Se hicieron puntos especiales sobre la publicación de traducciones de la literatura rusa y sobre la exhibición del cine y el teatro soviéticos.
En 1932-1933, el ITP había garantizado la creación de otros puntos de venta (centrándose en el apoyo a la reunión en otras áreas de la sociedad rumana); estos fueron Comitetul Nasional Antir-zboinic (el Comité Nacional Antiguerra), Liga Muncii (la Liga Laboral), y Comitetul Na-ional Antifascist (el Comité Antifascista Nacional).

## Represión
Aunque se le avisó de la conexión PCR-Amicii desde antes de la creación de la sociedad (probablemente ya en 1932) y estaba familiarizado con la difusión de material de agitprop por parte de Constantinescu-Ia'i, Siguraná (la policía secreta del país) no intervino de inmediato. Según el historiador Adrian Cioroianu, esto se debió en gran parte a la tendencia a tolerar las manifestaciones más discretas, aunque clandestinas, de apoyo a la causa soviética, especialmente en Besarabia (donde Constantinescu-Iai estaba activo). Fue también en este momento que el propio establecimiento buscó un compromiso con el Estado soviético, en gran parte debido a los esfuerzos del Ministro de Relaciones Exteriores Nicolae Titulescu (1934 fue el año en que se acordaron relaciones diplomáticas entre los dos países).
En poco tiempo, sin embargo, la notoriedad de la organización y sus estrechas conexiones con un movimiento ilegal alistó una respuesta del liderazgo rumano. En septiembre, el gabinete liberal nacional de Gheorghe T't-rescu, a través del Ministro del Interior Ion Incule, se negó a permitir la publicación de la revista Amicii URSS (ya sea en la ubicación original en Bucarest o en la más aislada que encontró en Pite-ti).
Constantinescu-Iai y Alexandru Sahia decidieron visitar Moscú con motivo de la Revolución del 17.º Aniversario de octubre, probando así la legislación rumana que hacía ilegal cruzar la frontera hacia territorio soviético. La acción cuidadosamente organizada implicó la creación de dos grupos distintos, encabezados por Constantinescu-Iai y Sahia respectivamente; el primero, que se supone que cruzaría el Dniester, nunca salió realmente del país, mientras que Sahia, pasando por Polonia, participó en las festividades en el Kremlin.
Las presiones aumentaron, con el Tribunal del Condado de Ilfov negándose a permitir el registro del grupo, y con varios empleados de universidades, como Mihai Beniuc y Teodor Bugnariu, recibiendo críticas semioficales por su pertenencia a Amicii. El Siguraná comenzó los controles de rutina en la sede de la organización, y finalmente arrestó a Constantinescu-Iai el 25 de noviembre. El rey Carol II también reaccionó contra las actividades clandestinas de PCR, y redactó un Decreto que prohibía 31 asociaciones políticas sospechosas de sedición, incluyendo Amicii URSS, Comitetul Na-ional Antir-zboinic, Comitetul Na-ional Antifascist, y Liga Muncii.

## Legado
Sin eco notable dentro de Rumania, la represión se convirtió en una causa para grandes manifestaciones de protesta en Francia (organizada por los Amis de l'URSS, con la notable participación de Fernand Grenier y André Malraux, así como Víctor Basch) y una protesta formal de los intelectuales checoslovacos (fue firmado, entre otros, por Karel Aapek). A principios de 1935, se formó en París un "Comité para la Defensa de los Antifascistas Rumanos" bajo el liderazgo de Henri Mineur, que monitoreaba la situación de los comunistas detenidos. Aparte de esta intervención, Rumania se convirtió en un objetivo para las actividades del Socorro Rojo Internacional.
La visita de Sahia a Moscú fue la inspiración para un reportaje, URSS azi ("La URSS de hoy"), en el que elogió extensamente las políticas estalinistas. Murió de tuberculosis en 1937.
Poco después de 1934, varios de los antiguos miembros de la agrupación llegaron a rechazar el comunismo. Incluyeron a Haig Acterian, que adoptó ideas fascistas y se unió a la Guardia de Hierro, y Mac Constantinescu, que ya estaba activo dentro del grupo Criterion, y que más tarde se convirtió en artista oficial para el régimen corporativista del Frente Nacional del Renacimiento.
Aunque el ITP no resucitó a Amicii URSS en su estructura ilegal, intentó prolongar su influencia creando una sucesión de organizaciones, todas las cuales replicaron sus objetivos; el primero de ellos, conocida como Societatea pentru 'ntre-inea raporturilor culturale dintre Romsnia'i Uniunea Sovietic (la Sociedad para el Mantenimiento de los Vínculos Culturales entre Rumania y la Unión Soviética), fue creada el 22 de mayo de 1935, y notablemente obtuvo el apoyo del músico George Enescu y el lingüista Alexandru Rosetti. Junto a estos y varios antiguos miembros de Amicii URSS, Entre sus firmantes de su documento fundacional se encontraban, entre otros, el abogado Radu R. Rosetti, los académicos Eugen Heroveanu y Traian S'vulescu, los artistas visuales Nicolae Tonitza y Jean Niescu, los escritores Victor Eftimiu y Radu Boureanu, los compositores Matei Socor y Constantin Silvestri, los artistas operísticos Ionel Perlea y Jean Athanasiu , el director de teatro Soare Z. Soare, los actores Tony Bulandra, Gheorghe Timicá e Ion Iancovescu, así como los críticos musicales Emanoil Ciomac y Traian Elmaru. La nueva organización tenía su sede en Bucarest, en la calle Dr. Victor Poloni.
Entre sus principales propósitos estaba la popularización del cine soviético, que exhibió en los cines Marconi y Trianon. Durante uno de los espectáculos en febrero de 1936, el Partido Comunista al parecer arrojó folletos con mensajes de agitprop. En los aniversarios de la Revolución de Octubre de 1935 a 1936, la Sociedad intentó enviar representantes a la Unión Soviética, en particular, el proyecto de 1937 del activista comunista Constantin David y los trabajadores de los Ferrocarriles Rumanos en Grivia. Varios grupos organizados abandonaron Rumania en otras ocasiones (el Día de mayo de 1936 y más tarde en el mismo año). Societatea pentru'entre-ina raporturilor culturale fue proscrita en febrero de 1938.
Durante las primeras etapas de la Segunda Guerra Mundial, cuando el gobierno en Rumania fue asumido por el movimiento fascista y pro-Alemania nazi (véase Estado Nacional Legionario), los líderes de la PCR Teohari Georgescu y Lucre-iu P-trácanu trabajaron juntos para reactivar la sociedad, beneficiándose de las relaciones amistosas entre las nuevas autoridades y la Unión Soviética; su intento llegó a su abrupto final en 1941, cuando el triunfo de Ion Antonescu contra la Guardia provocó un movimiento colateral contra activistas comunistas (véase Rebelión de los Legionarios y Bucarest Pogrom).